# 험버강

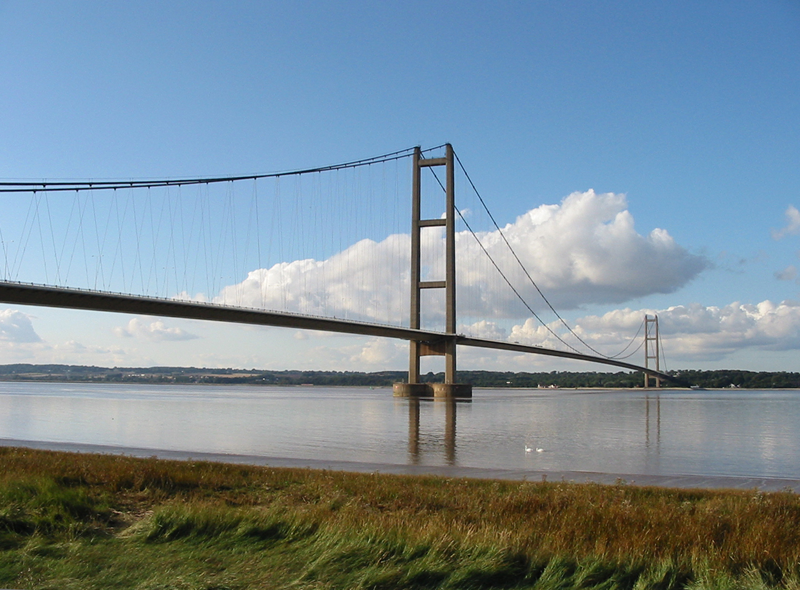
험버강 위에 세워진 교량

험버강(영어: Humber)은 영국 잉글랜드 동부 연안을 흐르는 강으로 길이는 62 km, 유역 면적은 24,240 km2, 평균 유량은 250 m3/s이다.
우즈강과 트렌트강이 합류하는 강이며 북해로 흘러간다. 험버 강과 접하고 있는 주요 도시는 킹스턴어폰헐, 그림즈비 등이 있다.

## 같이 보기
- 트렌트강
- 우즈강 (노스요크셔주)